# Gregorio de Sena Manterola
Gregorio de Sena Manterola   (Sant Sebastià, 8 de setembre de 1890 - Bilbao, 22 de maig de 1956) fou un futbolista basc de la dècada de 1910.
Va ser jugador de la Reial Societat durant la dècada de 1910, on coincidí amb els seus germans Miguel i Alfonso. La temporada 1912-13 jugà al RCD Espanyol, amb qui disputà cinc partits del Campionat de Catalunya. Va debutar en un partit amistós contra el Reial Polo Jockey Club, el 29 de desembre de 1912. També jugà a l'Athletic Club el 1919-20.